# Saison 1982-1983 de la LNH
Saison précédente Saison suivante
La saison 1982-1983 est la 66e saison régulière de la Ligue nationale de hockey. Vingt et une équipes ont joué chacune 80 matchs.

## Saison régulière
Les Rockies du Colorado déménagent et deviennent les Devils du New Jersey. Pour conserver la répartition géographique, ils changent de division, passant de la division Smythe à la division Patrick tandis que les Jets de Winnipeg font le chemin inverse. Les Bruins de Boston terminent en tête de la saison régulière avec 110 points, devançant les Oilers d'Edmonton tandis que les Islanders de New York, détenteur de la Coupe Stanley, chutent de la première à la 6e place. Les Oilers, dont quatre joueurs finissent avec plus de 100 points, battent le record de buts marqués en une saison (424).
Certains fans considèrent que la saison 1982-1983 est la vraie dernière saison pour les six équipes originales de la LNH puisque c'est la dernière saison pour les trois vétérans de cette époque : Carol Vadnais, Serge Savard et Wayne Cashman.

### Classements finaux

#### Association Prince de Galles
| Clt   | Équipe                | PJ | V  | D  | N  | BP  | BC  | Pts |
| ----- | --------------------- | -- | -- | -- | -- | --- | --- | --- |
| +001, | Bruins de Boston      | 80 | 50 | 20 | 10 | 327 | 228 | 110 |
| +002, | Canadiens de Montréal | 80 | 42 | 24 | 14 | 350 | 286 | 98  |
| +003, | Sabres de Buffalo     | 80 | 38 | 29 | 13 | 318 | 285 | 89  |
| +004, | Nordiques de Québec   | 80 | 34 | 34 | 12 | 343 | 336 | 80  |
| +005, | Whalers de Hartford   | 80 | 19 | 54 | 7  | 261 | 403 | 45  |

| Clt   | Équipe                 | PJ | V  | D  | N  | BP  | BC  | Pts |
| ----- | ---------------------- | -- | -- | -- | -- | --- | --- | --- |
| +001, | Flyers de Philadelphie | 80 | 49 | 23 | 8  | 326 | 240 | 106 |
| +002, | Islanders de New York  | 80 | 42 | 26 | 12 | 302 | 226 | 96  |
| +003, | Capitals de Washington | 80 | 39 | 25 | 16 | 306 | 283 | 94  |
| +004, | Rangers de New York    | 80 | 35 | 35 | 10 | 306 | 287 | 80  |
| +005, | Devils du New Jersey   | 80 | 17 | 49 | 14 | 230 | 338 | 48  |
| +006, | Penguins de Pittsburgh | 80 | 18 | 53 | 9  | 257 | 394 | 45  |

#### Association Clarence Campbell
| Clt   | Équipe                   | PJ | V  | D  | N  | BP  | BC  | Pts |
| ----- | ------------------------ | -- | -- | -- | -- | --- | --- | --- |
| +001, | Black Hawks de Chicago   | 80 | 47 | 23 | 10 | 338 | 268 | 104 |
| +002, | North Stars du Minnesota | 80 | 40 | 24 | 16 | 321 | 290 | 96  |
| +003, | Maple Leafs de Toronto   | 80 | 28 | 40 | 12 | 68  | 293 | 68  |
| +004, | Blues de Saint-Louis     | 80 | 25 | 40 | 15 | 285 | 316 | 65  |
| +005, | Red Wings de Détroit     | 80 | 21 | 44 | 15 | 263 | 344 | 57  |

| Clt   | Équipe               | PJ | V  | D  | N  | BP  | BC  | Pts |
| ----- | -------------------- | -- | -- | -- | -- | --- | --- | --- |
| +001, | Oilers d'Edmonton    | 80 | 47 | 21 | 12 | 424 | 315 | 106 |
| +002, | Flames de Calgary    | 80 | 32 | 34 | 14 | 321 | 317 | 78  |
| +003, | Canucks de Vancouver | 80 | 30 | 35 | 15 | 303 | 309 | 75  |
| +004, | Jets de Winnipeg     | 80 | 33 | 39 | 8  | 311 | 333 | 74  |
| +005, | Kings de Los Angeles | 80 | 27 | 41 | 12 | 308 | 365 | 66  |

- Champion de la saison régulière
- Qualifié pour les séries éliminatoires

### Meilleurs pointeurs
| Joueur         | Équipe                | PJ | B  | A   | Pts | Pun |
| -------------- | --------------------- | -- | -- | --- | --- | --- |
| Wayne Gretzky  | Edmonton              | 80 | 71 | 125 | 196 | 59  |
| Peter Šťastný  | Québec                | 75 | 47 | 77  | 124 | 78  |
| Denis Savard   | Chicago               | 78 | 35 | 86  | 121 | 99  |
| Mike Bossy     | Islanders de New York | 79 | 60 | 58  | 118 | 20  |
| Marcel Dionne  | Los Angeles           | 80 | 56 | 51  | 107 | 22  |
| Barry Pederson | Boston                | 77 | 46 | 61  | 107 | 47  |
| Mark Messier   | Edmonton              | 77 | 48 | 58  | 106 | 72  |
| Michel Goulet  | Québec                | 80 | 57 | 48  | 105 | 51  |
| Glenn Anderson | Edmonton              | 72 | 48 | 56  | 104 | 70  |
| Kent Nilsson   | Calgary               | 80 | 46 | 58  | 104 | 10  |
| Jari Kurri     | Edmonton              | 80 | 45 | 59  | 104 | 22  |

## Séries éliminatoires de la Coupe Stanley

### Tableau récapitulatif
|  | Quarts de finale d'association | Quarts de finale d'association | Quarts de finale d'association |   |                          | Demi-finales d'association | Demi-finales d'association | Demi-finales d'association |  |    | Finales d'association  | Finales d'association | Finales d'association |  |    | Finale de la Coupe Stanley | Finale de la Coupe Stanley | Finale de la Coupe Stanley |
|  |                                |                                |                                |   |                          |                            |                            |                            |  |    |                        |                       |                       |  |    |                            |                            |                            |
|  | A1                             | Bruins de Boston               | 3                              |   |                          |                            |                            |                            |  |    |                        |                       |                       |  |    |                            |                            |                            |
|  | A4                             | Nordiques de Québec            | 1                              |   |                          |                            |                            |                            |  |    |                        |                       |                       |  |    |                            |                            |                            |
|  | A4                             | Nordiques de Québec            | 1                              |   | A1                       | Bruins de Boston           | 4                          |                            |  |    |                        |                       |                       |  |    |                            |                            |                            |
|  |                                |                                |                                |   | A1                       | Bruins de Boston           | 4                          |                            |  |    |                        |                       |                       |  |    |                            |                            |                            |
|  |                                | A3                             | Sabres de Buffalo              | 3 |                          |                            |                            |                            |  |    |                        |                       |                       |  |    |                            |                            |                            |
|  | A2                             | A3                             | Sabres de Buffalo              | 3 | Canadiens de Montréal    | 0                          |                            |                            |  |    |                        |                       |                       |  |    |                            |                            |                            |
|  | A2                             |                                |                                |   | Canadiens de Montréal    | 0                          |                            |                            |  |    |                        |                       |                       |  |    |                            |                            |                            |
|  | A3                             | Sabres de Buffalo              | 3                              |   |                          |                            |                            |                            |  |    |                        |                       |                       |  |    |                            |                            |                            |
|  | A3                             | Sabres de Buffalo              | 3                              |   |                          |                            |                            |                            |  | A1 | Bruins de Boston       | 2                     |                       |  |    |                            |                            |                            |
|  | Association Prince de Galles   |                                |                                |   |                          |                            |                            |                            |  | A1 | Bruins de Boston       | 2                     |                       |  |    |                            |                            |                            |
|  |                                | P2                             | Islanders de New York          | 4 |                          |                            |                            |                            |  |    |                        |                       |                       |  |    |                            |                            |                            |
|  | P1                             | P2                             | Islanders de New York          | 4 | Flyers de Philadelphie   | 0                          |                            |                            |  |    |                        |                       |                       |  |    |                            |                            |                            |
|  | P1                             |                                |                                |   | Flyers de Philadelphie   | 0                          |                            |                            |  |    |                        |                       |                       |  |    |                            |                            |                            |
|  | P4                             | Rangers de New York            | 3                              |   |                          |                            |                            |                            |  |    |                        |                       |                       |  |    |                            |                            |                            |
|  | P4                             | Rangers de New York            | 3                              |   | P4                       | Rangers de New York        | 2                          |                            |  |    |                        |                       |                       |  |    |                            |                            |                            |
|  |                                |                                |                                |   | P4                       | Rangers de New York        | 2                          |                            |  |    |                        |                       |                       |  |    |                            |                            |                            |
|  |                                | P2                             | Islanders de New York          | 4 |                          |                            |                            |                            |  |    |                        |                       |                       |  |    |                            |                            |                            |
|  | P2                             | P2                             | Islanders de New York          | 4 | Islanders de New York    | 3                          |                            |                            |  |    |                        |                       |                       |  |    |                            |                            |                            |
|  | P2                             |                                |                                |   | Islanders de New York    | 3                          |                            |                            |  |    |                        |                       |                       |  |    |                            |                            |                            |
|  | P3                             | Capitals de Washington         | 1                              |   |                          |                            |                            |                            |  |    |                        |                       |                       |  |    |                            |                            |                            |
|  | P3                             | Capitals de Washington         | 1                              |   |                          |                            |                            |                            |  |    |                        |                       |                       |  | P2 | Islanders de New York      | 4                          |                            |
|  |                                |                                |                                |   |                          |                            |                            |                            |  |    |                        |                       |                       |  | P2 | Islanders de New York      | 4                          |                            |
|  |                                | S1                             | Oilers d'Edmonton              | 0 |                          |                            |                            |                            |  |    |                        |                       |                       |  |    |                            |                            |                            |
|  | N1                             | S1                             | Oilers d'Edmonton              | 0 | Black Hawks de Chicago   | 3                          |                            |                            |  |    |                        |                       |                       |  |    |                            |                            |                            |
|  | N1                             |                                |                                |   | Black Hawks de Chicago   | 3                          |                            |                            |  |    |                        |                       |                       |  |    |                            |                            |                            |
|  | N4                             | Blues de Saint-Louis           | 1                              |   |                          |                            |                            |                            |  |    |                        |                       |                       |  |    |                            |                            |                            |
|  | N4                             | Blues de Saint-Louis           | 1                              |   | N1                       | Black Hawks de Chicago     | 4                          |                            |  |    |                        |                       |                       |  |    |                            |                            |                            |
|  |                                |                                |                                |   | N1                       | Black Hawks de Chicago     | 4                          |                            |  |    |                        |                       |                       |  |    |                            |                            |                            |
|  |                                | N2                             | North Stars du Minnesota       | 1 |                          |                            |                            |                            |  |    |                        |                       |                       |  |    |                            |                            |                            |
|  | N2                             | N2                             | North Stars du Minnesota       | 1 | North Stars du Minnesota | 3                          |                            |                            |  |    |                        |                       |                       |  |    |                            |                            |                            |
|  | N2                             |                                |                                |   | North Stars du Minnesota | 3                          |                            |                            |  |    |                        |                       |                       |  |    |                            |                            |                            |
|  | N3                             | Maple Leafs de Toronto         | 1                              |   |                          |                            |                            |                            |  |    |                        |                       |                       |  |    |                            |                            |                            |
|  | N3                             | Maple Leafs de Toronto         | 1                              |   |                          |                            |                            |                            |  | N1 | Black Hawks de Chicago | 0                     |                       |  |    |                            |                            |                            |
|  | Association Campbell           |                                |                                |   |                          |                            |                            |                            |  | N1 | Black Hawks de Chicago | 0                     |                       |  |    |                            |                            |                            |
|  |                                | S1                             | Oilers d'Edmonton              | 4 |                          |                            |                            |                            |  |    |                        |                       |                       |  |    |                            |                            |                            |
|  | S1                             | S1                             | Oilers d'Edmonton              | 4 | Oilers d'Edmonton        | 3                          |                            |                            |  |    |                        |                       |                       |  |    |                            |                            |                            |
|  | S1                             |                                |                                |   | Oilers d'Edmonton        | 3                          |                            |                            |  |    |                        |                       |                       |  |    |                            |                            |                            |
|  | S4                             | Jets de Winnipeg               | 0                              |   |                          |                            |                            |                            |  |    |                        |                       |                       |  |    |                            |                            |                            |
|  | S4                             | Jets de Winnipeg               | 0                              |   | S1                       | Oilers d'Edmonton          | 4                          |                            |  |    |                        |                       |                       |  |    |                            |                            |                            |
|  |                                |                                |                                |   | S1                       | Oilers d'Edmonton          | 4                          |                            |  |    |                        |                       |                       |  |    |                            |                            |                            |
|  |                                | S2                             | Flames de Calgary              | 1 |                          |                            |                            |                            |  |    |                        |                       |                       |  |    |                            |                            |                            |
|  | S2                             | S2                             | Flames de Calgary              | 1 | Flames de Calgary        | 3                          |                            |                            |  |    |                        |                       |                       |  |    |                            |                            |                            |
|  | S2                             |                                |                                |   | Flames de Calgary        | 3                          |                            |                            |  |    |                        |                       |                       |  |    |                            |                            |                            |
|  | S3                             | Canucks de Vancouver           | 1                              |   |                          |                            |                            |                            |  |    |                        |                       |                       |  |    |                            |                            |                            |

### Finale de la Coupe Stanley
| 10 mai | Oilers d'Edmonton | 0-2 (0-1, 0-0, 0-1) | Islanders de New York | Rexall Place 17 498 spectateurs |

| Feuille de match | Feuille de match | Feuille de match | Feuille de match                                                   | Feuille de match |
| ---------------- | ---------------- | ---------------- | ------------------------------------------------------------------ | ---------------- |
|                  |                  | 0-1 0-2          | D. Sutter (Bourne, Persson) — 5 min 36 s Morrow — 59 min 48 s (CV) |                  |
| Moog             | Gardiens         | Smith            |                                                                    |                  |
|                  |                  |                  |                                                                    |                  |
| 35               | Tirs             | 24               |                                                                    |                  |

| 12 mai | Oilers d'Edmonton | 3-6 (1-3, 1-2, 1-1) | Islanders de New York | Rexall Place 17 498 spectateurs |

| Feuille de match | Feuille de match | Feuille de match                    | Feuille de match | Feuille de match |
| ---------------- | --- | ----------------------------------- | --- | ---------------- |
|                  | Semenko (Huddy, Roulston) — 8 min 39 s Kurri (Anderson, Gretzky) — 25 min 7 s Anderson (Fogolin, Gretzky) — 44 min 48 s | 1-0 1-1 1-2 1-3 2-3 2-4 2-5 3-5 3-6 | Jonsson (B. Sutter, D. Sutter) — 14 min 21 s Nystrom (Trottier) — 17 min 55 s Bossy (Potvin) — 19 min 17 s Bourne (D. Sutter) — 28 min 3 s B. Sutter (Morrow, D. Sutter) — 28 min 41 s B. Sutter (Jonsson, D. Sutter) — 54 min 11 s |                  |
| Moog             | Gardiens | Smith                               | |                  |
|                  | |                                     | |                  |
| 33               | Tirs | 25                                  | |                  |

| 14 mai | Islanders de New York | 5-1 (1-0, 0-1, 4-0) | Oilers d'Edmonton | Nassau Veterans Memorial Coliseum 15 317 spectateurs |

| Feuille de match | Feuille de match | Feuille de match        | Feuille de match                  | Feuille de match |
| ---------------- | --- | ----------------------- | --------------------------------- | ---------------- |
|                  | Kallur (Bossy, Morrow) — 19 min 41 s Bourne (Langevin, Persson) — 45 min 11 s Morrow (Kallur, Trottier) — 46 min 21 s D. Sutter (Bourne, B. Sutter) — 56 min 23 s B. Sutter (Potvin, D. Sutter) — 59 min 42 s (SN) | 1-0 1-1 2-1 3-1 4-1 5-1 | Kurri (Gretzky) — 21 min 5 s (SN) |                  |
| Smith            | Gardiens | Moog                    |                                   |                  |
|                  | |                         |                                   |                  |
| 28               | Tirs | 33                      |                                   |                  |

| 17 mai | Islanders de New York | 4-2 (3-0, 0-2, 1-0) | Oilers d'Edmonton | Nassau Veterans Memorial Coliseum 15 317 spectateurs |

| Feuille de match | Feuille de match | Feuille de match        | Feuille de match                                                      | Feuille de match |
| ---------------- | --- | ----------------------- | --------------------------------------------------------------------- | ---------------- |
|                  | Trottier (Bossy, Gillies) — 11 min 2 s (SN) Tonelli (Nystrom) — 11 min 45 s Bossy (Trottier) — 12 min 39 s Morrow — 58 min 51 s (CV) | 1-0 2-0 3-0 3-1 3-2 4-2 | Kurri (Gretzky) — 20 min 35 s Messier (Coffey, Fogolin) — 39 min 59 s |                  |
| Smith            | Gardiens | Moog                    |                                                                       |                  |
|                  | |                         |                                                                       |                  |
| 25               | Tirs | 26                      |                                                                       |                  |

Les Islanders de New York gagnent leur quatrième Coupe Stanley consécutive.

## Récompenses

### Trophées
| Trophée                      | Vainqueur                   | Équipe                 |
| ---------------------------- | --------------------------- | ---------------------- |
| Trophée Calder               | Steve Larmer                | Black Hawks de Chicago |
| Trophée Lester-B.-Pearson    | Wayne Gretzky               | Oilers d'Edmonton      |
| Trophée Art-Ross             | Wayne Gretzky               | Oilers d'Edmonton      |
| Trophée Hart                 | Wayne Gretzky               | Oilers d'Edmonton      |
| Trophée Conn-Smythe          | Billy Smith                 | Islanders de New York  |
| Trophée Bill-Masterton       | Lanny McDonald              | Flames de Calgary      |
| Trophée Frank-J.-Selke       | Bobby Clarke                | Flyers de Philadelphie |
| Trophée Jack-Adams           | Orval Tessier               | Black Hawks de Chicago |
| Trophée James-Norris         | Rod Langway                 | Capitals de Washington |
| Trophée Lady Byng            | Mike Bossy                  | Islanders de New York  |
| Trophée Lester-Patrick       | Bill Torrey                 | Bill Torrey            |
| Trophée Vézina               | Pete Peeters                | Bruins de Boston       |
| Trophée William-M.-Jennings  | Roland Melanson Billy Smith | Islanders de New York  |
| Trophée plus-moins de la LNH | Charlie Huddy               | Oilers d'Edmonton      |

| Trophée                      | Équipe                |
| ---------------------------- | --------------------- |
| Trophée Clarence-S.-Campbell | Oilers d'Edmonton     |
| Trophée Prince de Galles     | Islanders de New York |
| Coupe Stanley                | Islanders de New York |

### Équipes d'étoiles

#### Première et deuxième équipe
| Position       | Première équipe | Première équipe        | Deuxième équipe | Deuxième équipe        |
| Position       | Joueur          | Équipe                 | Joueur          | Équipe                 |
| -------------- | --------------- | ---------------------- | --------------- | ---------------------- |
| Gardien de but | Pete Peeters    | Bruins de Boston       | Roland Melanson | Islanders de New York  |
| Défenseur      | Mark Howe       | Flyers de Philadelphie | Raymond Bourque | Bruins de Boston       |
| Défenseur      | Rod Langway     | Capitals de Washington | Paul Coffey     | Oilers d'Edmonton      |
| Ailier gauche  | Mark Messier    | Oilers d'Edmonton      | Michel Goulet   | Nordiques de Québec    |
| Centre         | Wayne Gretzky   | Oilers d'Edmonton      | Denis Savard    | Black Hawks de Chicago |
| Ailier droit   | Mike Bossy      | Islanders de New York  | Lanny McDonald  | Flames de Calgary      |

#### Équipe des recrues
| Position       | Joueur          | Équipe                 |
| -------------- | --------------- | ---------------------- |
| Gardien de but | Pelle Lindbergh | Flyers de Philadelphie |
| Défenseur      | Phil Housley    | Sabres de Buffalo      |
| Défenseur      | Scott Stevens   | Capitals de Washington |
| Attaquant      | Dan Daoust      | Maple Leafs de Toronto |
| Attaquant      | Steve Larmer    | Black Hawks de Chicago |
| Attaquant      | Mats Näslund    | Canadiens de Montréal  |